# MCM Pop
O MCM Pop é um canal de televisão por assinatura de origem francesa e de temática musical fundado pela MCM Group, uma divisão do Groupe M6. Emite música francófona e internacional, do presente e de décadas anteriores, numa lógica parecida com o formato adult contemporary. Atualmente, o canal apenas emite para Portugal.
Em 1 de setembro de 2014, o canal chegou a grelha de canais da NOS.
Em Portugal, em outubro de 2014, na MEO foi subtítuido pela RFM TV. Uns dias depois, a RFM TV deixou a grelha de canais da MEO e o MCM Pop regressou sem qualquer publicidade ou bumpers nem emitindo outros programas a não ser o programa Pop List.
Na mudança, o canal deixou de emitir algumas bandas em especifico que emitiam bastante antes da mudança. Green Day, Red Hot Chili Peppers, Linkin Park e The Verse foram algumas das bandas que deixaram de estar na programação do canal.
O canal ainda está disponível em Portugal, onde a programação musical é exatamente igual à da RFM TV, mas com um atraso de 1h30, devido ao desaparecimento de anúncios, jingles e banners anunciando os próximos títulos.
A MCM Pop, que atualmente nas operadoras (MEO, NOS e Vodafone) quando em 2014, o canal MCM Pop (também na MCM Top e M6) deixaram de fazer parte da oferta de canais na Optimus Clix, quando foi substituído pela NOS e em 2018, os canais MCM Pop, MCM Top e M6 deixaram de fazer parte da grelha de canais da NOWO, por falta de pagamento da parte da operadora.
Em 24 de fevereiro de 2024, o logótipo do canal foi alterado para unificar com o M6 Music e emitiu um separador depois de quase 10 anos sem transmitir nenhum separador.
Em 27 de fevereiro de 2024, o canal começou a emitir em HD na operadora MEO e mais tarde na Vodafone, sendo a NOS a única operadora com o canal disponível sem estar em alta definição.
O canal desde a alteração do logótipo, emite um único separador por dia por dia, da transição das 04h59m para as 05h00m (horário de Lisboa) ou 05h59m para as 06h00m (horário da França Metropolitana).
O canal transmite com frequência músicas recentes, como Coldplay, Louane e Billie Eilish, mas também música francesa clássica dos anos 70, 80 e 90.

## RFM TV
Em 1 de outubro de 2014, o MCM Pop foi substituída pela RFM TV, mas em Portugal não. Isto porque existe uma estação de rádio portuguesa chamada RFM. Por causa da estação de rádio, o canal não pode ser recebido em Portugal. A emissão do MCM Pop permanece.

## Blocos de programação
Anteriores:
- Hit RFM
- Pop Tonic
- Pop Legend
- Pop 80
- Pop 90
- Pop 2000
- Pop Kitsch
- Dance 90
- Top 50 Culte
- Pop Culte
- Pop Rock
- Pop Dance
- Pop Tendance
- Pop Disco
- Pop & Co

Atuais:
- Pop List

## Controvérsias
A NOS começou a emitir o canal desde 1 de Setembro de 2014, um mês antes da sua extinção na França. Isto deixou os clientes confusos.
Durante as primeiras semanas após o encerramento do canal na França, houve enganos e confusões por parte dos clientes e das operadoras nacionais portuguesas.
A MEO emitiu o sinal da RFM TV diversas vezes durante os primeiros dias após o fim do MCM Pop na França. Houve diversas mudanças repentinas na emissão. Isto deixou os clientes confusos.
Por algumas horas, os clientes MEO com Fibra receberam o sinal da RFM TV. Os clientes Satélite e ADSL não receberam a emissão da RFM TV. Após algumas horas, o sinal do canal foi substituído novamente pelo MCM Pop.
A Cabovisão (atualmente NOWO), sempre manteve a emissão do MCM Pop como MCM Pop e nunca como RFM TV.
O MCM Pop permaneceu definitivamente em Portugal devido a existência da rádio RFM, mas sem publicidade, separadores e música que toca a seguir.
Em 2017, utilizadores do Fórum Lenodal (Francês) apontavam que o canal alterou o seu logótipo para o idêntico do MCM Top, mas na verdade era uma imagem de um site focado na criação de logótipos fictícios.
A NOWO exibia no seu site o MCM Pop como um canal em HD, mas tratou-se de um engano.
Os clientes da Vodafone no Fórum Vodafone, diziam que o canal era para acabar em Janeiro de 2020, coisa que não aconteceu.
O EPG da MEO está com erros, a exibir, por exemplo, Hit RFM, Pop Tonic, Pop Rock, etc. O canal apenas exibe o Pop List.